# 鄭寶燕
鄭寶燕（Cheng Po Yin），活躍於1937年至1947年的香港電影女明星，銀幕處女作粵語喜劇《花開富貴》（1937年2月13日香港公映），擅演風騷發浪貴婦的角式，太平洋戰爭前的最後一齣電影為粵語喜劇《何老大》（1941年12月7日香港公映）；太平洋戰爭後，鄭寶燕已嫁入大戶人家作家庭主婦，幾乎沒有演出，只客串過粵語 文藝片《賣肉養孤兒》（1947年4月17日香港公映），累計演出廿多齣粵語電影。

## 外部連結
- 香港電影資料館：鄭寶燕演出電影的記錄[永久]
- 香港影庫：鄭寶燕 （页面存档备份，存于）